# 이하음 (2002년)
이하음 (2002년 6월 12일)는 대한민국의 배우이다.